# Aaron Cook (homme politique)
Pour les articles homonymes, voir Aaron Cook et Cook.
Aaron Stein Cook est un homme politique nauruan.

## Biographie
Élu président de la Fédération d'Haltérophilie de Nauru en 2009, Aaron Cook entre au Parlement aux élections législatives de 2013 en battant le président du parlement sortant, Godfrey Thoma, dans sa circonscription d'Aiwo. Le nouveau président de la République, Baron Waqa, le nomme alors ministre du Commerce et de l'Énergie, ministre de l'Environnement, ainsi que ministre responsable de l'entreprise publique RONPHOS d'exploitation de phosphate, la principale ressource du pays, ministre responsable de l'entreprise publique Société pour la Réhabilitation de Nauru, chargée de la revitalisation des terres dévastées par l'extraction de phosphate, et ministre de la Corporation des Services publics de Nauru,. Le gouvernement Waqa dont il est membre est vivement critiqué par l'opposition parlementaire, par Human Rights Watch, par Freedom House, par Amnesty International ainsi que par le gouvernement de Nouvelle-Zélande, l'Union européenne et l'Union interparlementaire pour ses multiples entraves aux droits de l'homme, notamment à la liberté d'expression et à l'État de droit,,,,,,.
Conservant son siège de député aux élections législatives de 2016, Aaron Cook est reconduit à ses fonctions de ministre des entreprises publiques (RONPHOS, Société pour la Réhabilitation de Nauru et Corporation des Services publics de Nauru), le président Waqa prenant pour lui-même les ministères du Commerce et de l'Environnement. De 2015 à 2016, Aaron Cook accepte, en partage avec Trevor Bernicke qui est le directeur général de la RONPHOS, plus de AU$ 124 500 de pots-de-vin de la part d'un homme d'affaires étranger en échange de contrats favorables pour l'accès au phosphate nauruan. En 2020, l'homme d'affaires, Mozammil Gulamabbas Bhojani, est condamné par la justice australienne à deux ans et demi de prison,. 
Aaron Cook est battu de peu dans sa circonscription aux élections de 2019, et se présente sans succès également à celles de 2022.